# Bolostromus insularis
Bolostromus insularis är en spindelart som först beskrevs av Simon 1891.  Bolostromus insularis ingår i släktet Bolostromus och familjen Cyrtaucheniidae. Inga underarter finns listade.